# 廉政行動1994
《廉政行動1994》（英語：ICAC Investigators 1994），是香港電視廣播有限公司與香港廉政公署合作拍攝製作的時裝單元劇集，全劇共5集，描述廉政公署執法人員如何揭發各種貪污罪行，由曾勵珍和周輝擔任監製。

## 演員表

### 廉政公署人員
- 劉松仁飾李天，廉政公署總調查主任，單元一至三、五
  - 角色沿用1978年《ICAC》名稱
- 林保怡飾任文中，廉政公署高級調查主任，單元一
- 梁健平飾倪志傑，廉政公署調查員，單元一至五
- 郭少芸飾廉政公署調查員
- 陳啟泰飾區達明，廉政公署高級調查主任，單元一、二、五
- 曾慧雲飾廉政公署調查員
- 林家棟飾梁凱棟，廉政公署調查員, 單元一至三、五

### 各單元出場人員
- 括號內為最初播放次序

單元一︰黑白道（3）
改編自1990年香港美國跨境運毒案
- - 駱應鈞飾田其安
  - 白彪飾盧佬
  - 潘震偉飾鄺海登
  - 黎漢持飾陳令輝
  - 黎耀祥飾謝明安
  - 邵卓堯飾關員
  - 潘文柏飾關員

單元二︰俄羅斯輪盤（4）
改編自1990年4月至1993年3月若干警務人員牽涉高利貸及賭博的案件
- - 林嘉華飾邱世文
  - 劉玉翠飾王瑛
  - 梁思敏飾韓莉
  - 黃光亮飾區雄
  - 胡越山飾王銘
  - 谷峰飾王父
  - 王書麒飾王偉

單元三︰人肉速遞（2）
- - 伍衛國飾葉天機
  - 何家駒飾羅洪
  - 李成昌飾馬景而
  - 林漪娸飾葉天機之妻
  - 王維德飾Peter谷
  - 張慧儀飾程茵

單元四︰珠芒（5）
- - 郭晉安飾姚昌華, 律師
  - 曾華倩飾林希平(Alice), 廉政公署社區關係處主任
  - 曾江飾Gordon，律師
  - 關海山飾姚父
  - 夏萍飾姚母
  - 陳美琪飾Linda，Gordon之妻
  - 潘芳芳飾Winnie
  - 蘇恩磁飾周綺雲，會計師
  - 周嘉玲飾葉祖兒（Joey），廉政公署社區關係處主任, 後轉職廣告公司
  - 羅君左飾叉燒
  - 黃一飛飾工廠老板

單元五︰我是車王（1）
改編自1991年跨國偽卡集團盜用信用卡資料以製造假卡行騙案
- - 張國強飾陳偉達 (Victor), 偽卡集團主腦
  - 陳小春飾黃志彬 (Ben), Victor 助手
  - 李若彤飾美寶 (Mabel), Victor 女友兼助手, 基斯域酒店前員工
  - 郭錦恩飾Brenda Lee, 信用卡中心經理
  - 虞天偉飾基斯域酒店經理

### 其他人員
- 韓馬利飾李天之妻Anna

1. ↑  "ICAC1994年廉政行動查警方貪污", 新聞掏寶, 無綫電視 （页面存档备份，存于）